# Áyios Serafím
Áyios Serafím (Agios Serafeim) är en ort i Grekland.   Den ligger i prefekturen Fthiotis och regionen Grekiska fastlandet, i den centrala delen av landet, 130 km nordväst om huvudstaden Aten. Áyios Serafím ligger 33 meter över havet och antalet invånare är 725.
Terrängen runt Áyios Serafím är kuperad söderut, men norrut är den platt. Havet är nära Áyios Serafím åt nordost. Runt Áyios Serafím är det ganska glesbefolkat, med 42 invånare per kvadratkilometer. Närmaste större samhälle är Kaména Voúrla, 7,5 km öster om Áyios Serafím. 